# Aedes syntheticus
Aedes syntheticus är en tvåvingeart som beskrevs av Philip James Barraud 1928. Aedes syntheticus ingår i släktet Aedes och familjen stickmyggor. Inga underarter finns listade i Catalogue of Life.